# Сумњиво лице (филм)
Сумњиво лице је југословенски филм, снимљен 1954. године у режији Предрага Динуловића и Софије Соје Јовановић.
Филм је снимљен по мотивима истоимене комедије Бранислава Нушића.

## Радња
У малом провинцијском месту појавило се сумњиво лице и целокупан апарат локалне власти је ангажован на његовом хватању. У току потраге се сазнаје, да тобожње сумњиво и веома опасно лице није нико други до будући начелников зет који се, из страха од родитеља своје Марице, пријавио под лажним именом.

## Улоге
| Глумац                  | Улога                        |
| ----------------------- | ---------------------------- |
| Михајло Бата Паскаљевић | Јеротије Пантић              |
| Раде Марковић           | Жика                         |
| Миливоје Мића Томић     | Таса                         |
| Михајло Викторовић      | Вића                         |
| Тамара Милетић          | Марица Пантић                |
| Љуба Тадић              | Алекса Жуњић                 |
| Оливера Марковић        | собарица                     |
| Љиљана Крстић           | Циганка гатара               |
| Бранко Ђорђевић         | Поштански службеник          |
| Милорад Миша Волић      |                              |
| Невенка Микулић         | Анђа Пантић (као Е. Микулић) |
| Звонимир Ференчић       | Ђока (као З. Ференчић)       |
| Божидар Милетић         |                              |
| Антоније Пејић          |                              |

Комплетна филмска екипа  ▼
| Редитељ                   | Предраг Динуловић      |                            |
| Редитељ                   | Соја Јовановић         |                            |
| Сценариста                | Соја Јовановић         | (адаптација)               |
| Сценариста                | Бранислав Нушић        |                            |
| Композитор                | Боривоје Симић         |                            |
| Композитор                | Војислав Симић         |                            |
| Директор фотографије      | Ненад Јовичић          | директор фотографије       |
| Монтажер                  | Клеопатра Харисијадес  |                            |
| Сценограф                 | Миомир Денић           |                            |
| Уметнички директор        | Александар Миловић     |                            |
| Костимограф               | Данка Павловић         |                            |
| Одсек за шминку           | Сава Кошничаревић      | шминкер                    |
| Одсек за шминку           | Савета Ковач           | шминкерка                  |
| Одсек за шминку           | Раде Марковић          | шминкер                    |
| Менаџер продукције        | Радивоје Поповић       | директор филма             |
| Помоћник режије           | Сава Мрмак             | први помоћник редитеља     |
| Помоћник режије           | Жарко Павловић         | трећи помоћник редитеља    |
| Помоћник режије           | Миодраг Микос Петровић | други помоћник редитеља    |
| Одсек за звук             | Драгољуб Гојковић      | асистент тонског сниматеља |
| Одсек за звук             | С. Ристић              | асистент тонског сниматеља |
| Одсек за звук             | Радмило Вуловић        | тон мајстор                |
| Одсек за камеру и расвету | Живорад Фијатовић      | пратилац камере            |
| Одсек за камеру и расвету | Божидар Милетић        | пратилац камере            |
| Одсек за костим           | Б. Братуљевић          | гардеробер                 |
| Одсек за костим           | Борка Субарановић      | гардеробер                 |
| Одсек за костим           | Ружица Вулета          | помоћник гардеробера       |
| Музички одсек             | Ђура Јакшић            | диригент                   |
| Остала екипа              | Добрила Солдатовић     | секретар режије            |